# Abenteuer im Nachtexpreß
Abenteuer im Nachtexpreß er en tysk stumfilm fra 1925 instrueret af Harry Piel.

## Medvirkende
- Harry Piel som Harry Piel
- Dary Holm som Myra von Geldern
- José Davert som Charles Theewen
- Lissy Arna som Sonja Waranow
- Albert Paulig som Fix
- Georg John
- Fritz Greiner